# Acidovorax cattleyae
Acidovorax cattleyae es una especie de bacteria gramnegativa del género Acidovorax. Fue descrita en el año 2009. Su etimología hace referencia al género de orquídeas Cattleya. Inicialmente se describió como Bacterium cattleyae en 1911 por causar enfermedades en plantas. En el año 1947 se describió como Pseudomonas cattleyae y en el año 1992 se describió como una subespecie de Acidovorax avenae. Es aerobia y móvil por flagelo polar. Tiene un tamaño de 0,2-0,8 μm de ancho por 1-5 μm de largo. Forma colonias lisas, redondas y de color amarillo pálido. Temperatura óptima de crecimiento de 30-35 °C. Es patógena de plantas orquídeas de los géneros Cattleya y Phalaenopsis. 